# چوب‌بر (فیلم)
چوب‌بر (انگلیسی: Lumberjack) فیلمی در ژانر وسترن به کارگردانی لزلی سلاندر است که در سال ۱۹۴۴ منتشر شد.